# Trichoncoides pilosus
Trichoncoides pilosus là một loài nhện trong họ Linyphiidae.
Loài này thuộc chi Trichoncoides. Trichoncoides pilosus được J. Denis miêu tả năm 1950.